# Голубинка (Ростовская область)
Голубинка — хутор в Белокалитвинском районе Ростовской области.
Входит в состав Грушево-Дубовского сельского поселения.

## География
Хутор расположен в 40 км (по дорогам) северо-западнее города Белая Калитва (райцентр).
Через хутор протекает река Кундрючья, рядом находится балка Третья.

### Улицы
| - ул. Веселая, - ул. Набережная, - ул. Новая, - ул. Орлова, | - ул. Садовая, - ул. Степная, - ул. Центральная, - ул. Школьная. |

## История
В Области Войска Донского хутор входил в станицу Верхне-Кундрюченскую и на его территории существовала Покровская церковь.

## Население
| 1989 | 2002 | 2010 |
| ---- | ---- | ---- |
| 435  | ↗656 | ↘549 |

### Известные люди
В хуторе родились:
- Лавренов, Пантелей Захарович — советский художник.
- Лисицина, Мария Иосифовна — Герой Социалистического Труда.
- Орлов, Михаил Яковлевич — Герой Советского Союза.

## Достопримечательности
Территория Ростовской области была заселена ещё в эпоху неолита. Люди, живущие на древних стоянках и поселениях у рек, занимались в основном собирательством и рыболовством. Степь для скотоводов всех времён была бескрайним пастбищем для домашнего рогатого скота. От тех времен осталось множество курганов с захоронениями жителей этих мест. Курганы и курганные группы находятся на государственной охране.
Поблизости от территории хутора Голубинка Белокалитвинского района расположено несколько достопримечательностей — памятников археологии. Они охраняются в соответствии с Федеральным законом от 25.06.2002 N 73-ФЗ «Об объектах культурного наследия (памятниках истории и культуры) народов Российской Федерации», Областным законом от 22.10.2004 N 178-ЗС «Об объектах культурного наследия (памятниках истории и культуры) в Ростовской области», Постановлением Главы администрации РО от 21.02.97 N 51 о принятии на государственную охрану памятников истории и культуры Ростовской области и мерах по их охране и др.
- Курганная группа «Средний» из 4 курганов. Расположена в 5,0 км к северу-востоку от хутора Голубинки.
- Курганная группа «Перекрестный» из 2 курганов. Расположена в 1,0 км к востоку от хутора Голубинки.
- Курганная группа «Калинники I» из 6 курганов. Расположена в 2 км к юго-западу от хутора Голубинки.
- Курганная группа «Калинники III» из 4 курганов. Расположена в 1,5 км к юго-западу от хутора Голубинки.
- Курганная группа «Голубинка» из 7 курганов. Расположена в 1,0 км к югу от хутора Голубинки[5].